# Dagoberto I
Dagoberto I (606 — 19 de Janeiro de 639) foi rei da Austrásia (623 - 634) e rei da Nêustria e da Borgonha (629 - 639). Foi o último monarca merovíngio a exercer algum poder real.

## Ascensão ao poder
Dagoberto era o filho mais velho de Clotário II e Bertetruda (ou possivelmente Haldetruda). Clotário reinou sozinho sobre todos os francos desde 613, e Dagoberto se tornou rei da Austrásia quando seus nobres independentes exigiram um rei próprio. Em 623, Clotário instalou seu filho Dagoberto na Austrásia.
Com a morte de seu pai em 629, Dagoberto herdou os reinos da Nêustria e da Borgonha. Seu meio irmão Cariberto, filho de Siquilda, reivindicou a Nêustria mas Dagoberto opôs-se a ele. Brodulfo, irmão de Siquilda, suplicou a Dagoberto em nome de seu jovem sobrinho, mas Dagoberto o assassinou e cedeu a seu jovem irmão a Aquitânia.
Cariberto morreu em 632, e seu filho Quilperico foi assassinado por ordem de Dagoberto. Em 632, Dagoberto tinha a Aquitânia e a Borgonha firmemente sob seu domínio, tornando-se o mais poderoso rei merovíngio em muitos anos e o mais respeitado governante do Ocidente.

## Reinado
Também em 632, os nobres da Austrásia se revoltaram sob a liderança do prefeito do palácio, Pepino de Landen. Em 634, Dagoberto aplacou os nobres rebeldes colocando seu filho de apenas três anos de idade, Sigeberto III, no trono, e através disso cedendo o poder real no mais oriental dos seus reinos, justamente como seu pai tinha feito com ele onze anos antes.
Como rei, Dagoberto fez de Paris sua capital. Durante seu reino, ele construiu Altes Schloss (Castelo Antigo) em Meersburg (na atual Alemanha), que atualmente é o mais antigo castelo habitado desse país. Religioso devoto, Dagoberto também foi responsável pela construção da Basílica de Saint-Denis no lugar de um monastério beneditino em Paris.
Em 631, Dagoberto liderou três exércitos contra Samo, rei eslavo, mas suas forças austrasianas foram derrotadas em Wogatisburg.

## Morte e legado

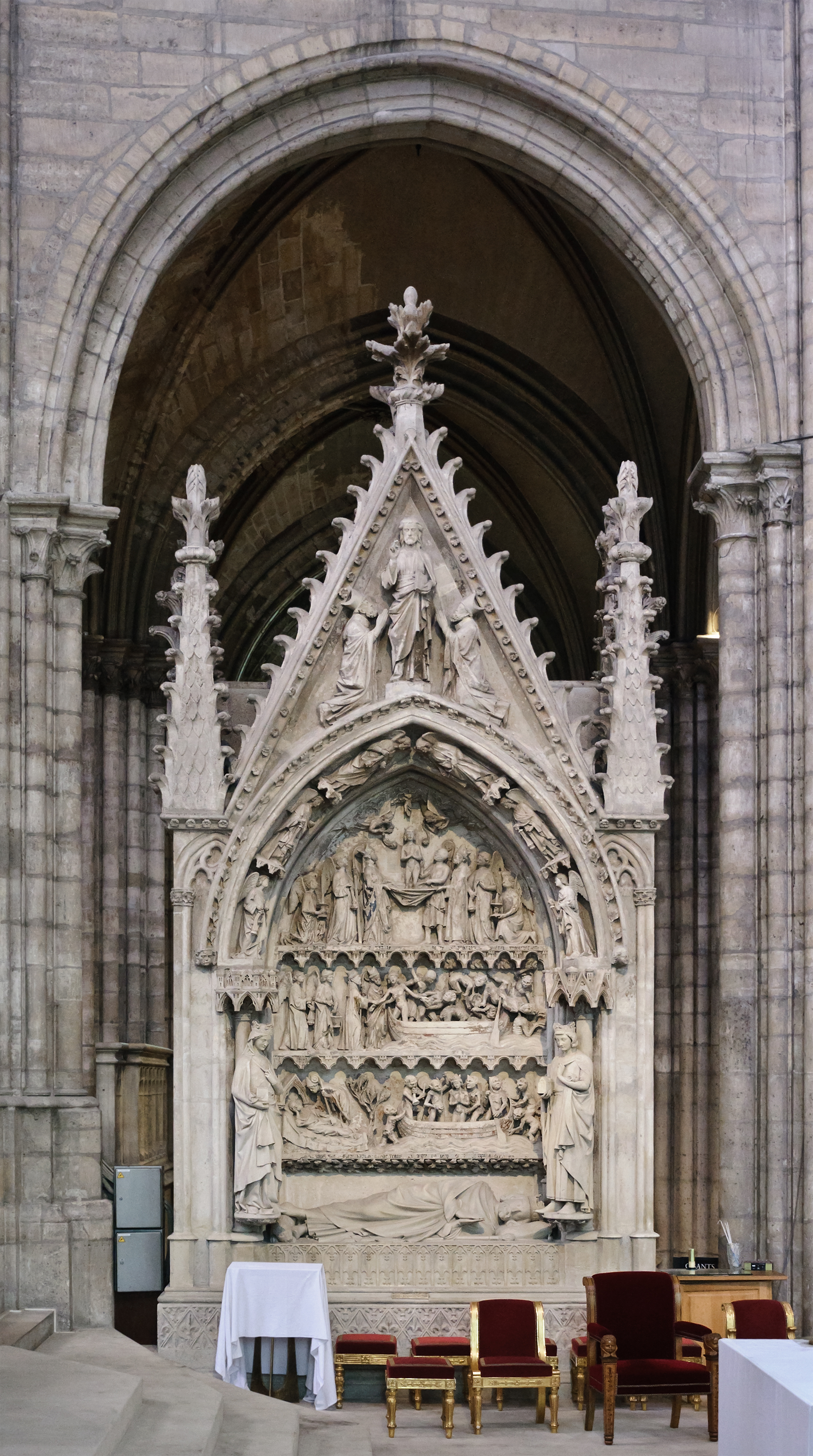
Túmulo do rei Dagoberto I (século XIII), Basílica de Saint-Denis.

Dagoberto morreu em 639, e foi o primeiro dos reis franceses a ser sepultado nas tumbas reais de Saint-Denis. Seu segundo filho, Clóvis II, de seu casamento com Nantilde, herdou o resto de seu reino muito jovem.
O padrão de divisão e assassinato que caracterizou até mesmo o poderoso reinado de Dagoberto continuou no século seguinte até Pepino o Breve finalmente depor o último rei merovíngio em 751, estabelecendo a dinastia carolíngia. Os reis-meninos merovíngios permaneceram governantes fantoches que herdavam o trono ainda crianças e viviam apenas o bastante para gerar um herdeiro masculino ou dois, enquanto o poder real ficava nas mãos das famílias nobres (a velha nobreza) que exercia controle feudal sobre a maior parte das terras.

## Le bon roi Dagobert
Dagoberto foi imortalizado na canção Le bon roi Dagobert (O bom rei Dagoberto), uma música infantil retratando as trocas entre o rei e seu principal conselheiro, Santo Elígio (Saint Eloi em francês). As rimas satíricas colocam Dagoberto em várias posições ridículas das quais os bons conselhos de Elígio conseguem retirá-lo. O texto, que provavelmente se originou no século XVIII, tornou-se extremamente popular como uma expressão do sentimento anti-monarquista da Revolução Francesa. Exceto por colocar Dagoberto e Elísio em suas respectivas funções, a canção não tem nenhuma precisão histórica.

## Progenitores
Pai: Clotário II (◊ 584 † 629)

Mãe: Bertruda (◊ c. 590 † c. 618)

## Casamentos e filhos
- em 626, Clipíaco, com Gomatruda (◊ c. 598 † depois de 630), filha de Brunúlfo II, conde das Ardenas. Casamento sem o consentimento de Clotário II. Repudiada em 631.
- em Dezembro de 629, Capela de São Denis, com Nantilda (◊ c. 610 † 642)

1. ♂ Clóvis II (◊ c. 635 † 657)

- em c. 630 com Ragnetruda (◊ ? † ?), irmã de Gomatruda.

1. ♂ Sigeberto III (◊ 631 † 656)

- com Vulfegunda (◊ ? † ?)
- com Bertilda (◊ ? † ?)

## Bibliografia

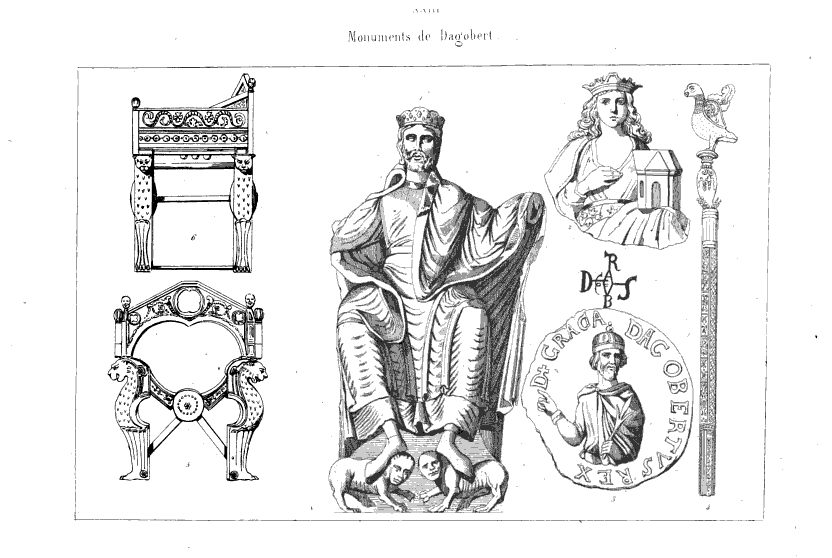
Abel Hugo - France historique et monumentale (1837).